# إيلين سافاج
إيلين سافاج (بالإنجليزية: Ellen Savage)‏ هي عالمة وممرضة أسترالية، ولدت في 17 أكتوبر 1912 في Quirindi ‏ في أستراليا، وتوفيت في 25 أبريل 1985 في سيدني في أستراليا.